# لوئیز فیلیپه د ازودو
لوئیز فیلیپه د ازودو (انگلیسی: Luiz Felipe de Azevedo؛ زادهٔ ۱۷ اوت ۱۹۵۳)از برندگان مدال‌های المپیک تابستانی اهل برزیل است.